# Zero the Kamikaze Squirrel
Zero the Kamikaze Squirrel är ett spel till SNES och Sega Mega Drive. Det är en spinoff på Aero the Acro-Bat.
Huvudpersonen är Zero, Aeros rival i tidigare spel. Spelet var även tänkt att släppas till Game Boy Advance 2003, men detta skedde aldrig.

### Fotnoter
1. ↑  ”Zero the Kamikaze Squirrel” (på svenska). Super Power (Solna: Atlantic) (3 1995). mars 1995. Läst 24 april 2014.
2. ↑  IGN staff (21 juni 2002). ”Aero Swings to Shelves”. IGN. http://gameboy.ign.com/articles/363/363029p1.html. Läst 24 april 2012.